# Torneo Centroamericano 1979
El Torneo Centroamericano 1979 fue la decimosegunda edición del Torneo Centroamericano de la Concacaf, torneo de fútbol a nivel de clubes de Centroamérica y que contó con la participación de 4 equipos de la región. El ganador estaría en la fase final de la Copa de Campeones de la Concacaf 1979.
El FAS de El Salvador fue el campeón tras vencer en la final al Alianza también de El Salvador.

## Equipos participantes
| País                  | Equipo             |
| --------------------- | ------------------ |
| El Salvador · 2 cupos | CD FAS Alianza FC  |
| Costa Rica · 1 cupo   | CS Herediano       |
| Guatemala · 1 cupo    | CSD Comunicaciones |

## Cuadro de desarrollo
|  | Semifinales    | Semifinales    | Semifinales | Semifinales | Semifinales |   |     | Final | Final | Final | Final | Final |
|  |                |                |             |             |             |   |     |       |       |       |       |       |
|  | FAS (w/o)      | FAS (w/o)      | -           | -           | -           |   |     |       |       |       |       |       |
|  | Comunicaciones | Comunicaciones | -           | -           | -           |   |     |       |       |       |       |       |
|  |                |                |             |             |             |   | FAS | FAS   | 2     | 0     | 2     |       |
|  |                | Alianza        | Alianza     | 0           | 0           | 0 |     |       |       |       |       |       |
|  | Herediano      | Herediano      | 0           | 1           | 1           |   |     |       |       |       |       |       |
|  | Alianza        | Alianza        | 2           | 4           | 6           |   |     |       |       |       |       |       |

## Semifinales

### FAS - Comunicaciones
| Equipo Local Ida | Resultado | Equipo Visitante Ida | Ida | Vuelta |
| ---------------- | --------- | -------------------- | --- | ------ |
| FAS              | w/o       | Comunicaciones       | -   | -      |

- Comunicaciones abandonó el torneo.

### Alianza - Herediano
| 7 de junio de 1979 | Herediano | 0:2 (0:0) | Alianza         | Estadio Flor Blanca, San Salvador                                 |                                                                   |
|                    |           |           | Aquino 72', 83' | Asistencia: 20 000 espectadores Árbitro(s): Marco Antonio Gracias | Asistencia: 20 000 espectadores Árbitro(s): Marco Antonio Gracias |

| 10 de junio de 1979 | Alianza                                           | 4:1 (2:1) | Herediano  | Estadio Cuscatlán, San Salvador                                    |                                                                    |
|                     | Larrea 27' · Vargas 29' · Januario ?', 83' (pen.) |           | Álvarez 1' | Asistencia: 10 000 espectadores Árbitro(s): Cecilio Midence Torres | Asistencia: 10 000 espectadores Árbitro(s): Cecilio Midence Torres |

## Final
| 5 de agosto de 1979 | FAS                            | 2:0 | Alianza | Estadio Óscar Quiteño, Santa Ana |  |
|                     | Abraham ?' (pen.) · Cabrera ?' |     |         |                                  |  |

| 15 de agosto de 1979 | Alianza | 0:0 | FAS | Estadio Cuscatlán, San Salvador |  |
|                      |         |     |     | Árbitro(s): Jorge Mario Ramírez |  |

## Campeón
FAS
Campeón
1° título